# Luiz Cané
Luiz Arthuro Cané, meglio conosciuto come Luiz Cané (San Paolo, 2 aprile 1981), è un atleta brasiliano di arti marziali miste.
Ha combattuto nella prestigiosa promozione statunitense UFC tra il 2007 ed il 2012 con un record parziale di 4 vittorie e 5 sconfitte.

## Carriera nelle arti marziali miste

### Presentazione
Nato in Brasile nella città di San Paolo nel quartiere di Jardim Bonfiglioli, Luiz lavorava presso il ristorante di famiglia e nel tempo libero si esercitava nell'arte del Jiu jitsu brasiliano nell'accademia di Gracie Butantã insieme a Ryan Gracia e a Muay Thai presso la Gibi Thai / Pamplona di Gibi e Eduardo Pamplona.
Dopo un po' di tempo grazie all'istruzione avuta nei migliori centri del settore trasformarono la passione di Luiz in un vero e proprio lavoro.

### Ultimate Fighting Championship
Il debutto ufficiale sulla scena UFC avvenne durante l'evento UFC 79: Nemesis contro James Irvin dove per una ginocchiata illegale dello stesso Luiz l'incontro terminò con una squalifica per l'atleta brasiliano.
Il 18 ottobre 2008 nel suo secondo incontro avvenne la sua prima vittoria contro l'atleta Rameau Thierry Sokoudjou durante l'evento UFC 89: Bisping vs. Leben.
Durante l'evento UFC 97: Redemption contro l'avversario Steve Cantwell, Luiz trionfò per decisione unanime dei giudici di gara.
Ad UFC 106: Ortiz vs. Griffin 2 contro Antônio Rogério Nogueira disputatosi il 21 novembre 2009 susseguì una sconfitta dovuta a un pugno alla mascella che stese Luiz al tappeto.
Dopo una serie di vittorie e sconfitte nel 2012 l'atleta brasiliano ha debuttato il 13 ottobre contro Chris Camozzi nel suo primo incontro nei pesi medi a UFC 153: Silva vs. Bonnar terminando con una sconfitta; successivamente a tale debacle il lottatore brasiliano venne licenziato dall'UFC.

### Dopo l'UFC
Dopo il licenziamento Cané torna a combattere in Brasile: qui mette KO un altro veterano UFC ovvero Rodney Wallace.

### Risultati nelle arti marziali miste
| Risultato  | Record   | Avversario               | Metodo                            | Evento                             | Data              | Round | Tempo | Città                   | Note                  |
| ---------- | -------- | ------------------------ | --------------------------------- | ---------------------------------- | ----------------- | ----- | ----- | ----------------------- | --------------------- |
| Sconfitta  | 17-7 (1) | Matt Hamill              | KO (pugni)                        | F2N: Fight2Night2                  | 28 aprile 2017    | 1     | 0:38  | Foz do Iguaçu, Brasile  |                       |
| Vittoria   | 17-6 (1) | Mateus Messaros Inacio   | KO tecnico(pugno)                 | Predador FC 35                     | 24 settembre 2016 | 1     | 2:00  | San Paolo, Brasile      |                       |
| Vittoria   | 16-6 (1) | Felipe Silva             | KO tecnico(pugno)                 | Shooto Brazil 54                   | 17 maggio 2015    | 1     | 0:49  | Rio de Janeiro, Brasile |                       |
| Vittoria   | 15-6 (1) | Wesley Martins           | KO (pugni)                        | Thunder Fight 2: MMA Championship  | 19 dicembre 2014  | 1     | 1:04  | San Paolo, Brasile      |                       |
| Sconfitta  | 14-6 (1) | Alexandre Zaneti         | KO Tecnico (pugni)                | Brazilian FC 4                     | 4 ottobre 2014    | 2     | 3:20  | Ribeirão Preto, Brasile |                       |
| Vittoria   | 14–5 (1) | Fabio Silva              | Decisione (unanime)               | Standout Fighting Tournament 2     | 29 novembre 2013  | 3     | 5:00  | San Paolo, Brasile      |                       |
| Vittoria   | 13–5 (1) | Rodney Wallace           | KO (ginocchiata volante e pugni)  | Standout Fighting Tournament       | 20 settembre 2013 | 1     | 3:56  | San Paolo, Brasile      |                       |
| Sconfitta  | 12–5 (1) | Chris Camozzi            | Decisione (unanime)               | UFC 153: Silva vs. Bonnar          | 13 ottobre 2012   | 3     | 5:00  | Rio de Janeiro, Brasile | Incontro di Pesi Medi |
| Sconfitta  | 12–4 (1) | Stanislav Nedkov         | KO Tecnico (pugni)                | UFC 134: Silva vs. Okami           | 27 agosto 2011    | 1     | 4:13  | Rio de Janeiro, Brasile |                       |
| Vittoria   | 12–3 (1) | Eliot Marshall           | KO Tecnico (pugni)                | UFC 128: Shogun vs. Jones          | 19 marzo 2011     | 1     | 2:15  | Newark, Stati Uniti     |                       |
| Sconfitta  | 11–3 (1) | Cyrille Diabaté          | KO Tecnico (pugni)                | UFC 114: Rampage vs. Evans         | 29 maggio 2010    | 1     | 2:13  | Las Vegas, Stati Uniti  |                       |
| Sconfitta  | 11–2 (1) | Antônio Rogério Nogueira | KO Tecnico (pugni)                | UFC 106: Ortiz vs. Griffin 2       | 21 novembre 2009  | 1     | 1:56  | Las Vegas, Stati Uniti  |                       |
| Vittoria   | 11–1 (1) | Steve Cantwell           | Decisione (unanime)               | UFC 97: Redemption                 | 18 aprile 2009    | 3     | 5:00  | Montréal, Canada        |                       |
| Vittoria   | 10–1 (1) | Sokoudjou                | KO Tecnico (pugni)                | UFC 89: Bisping vs. Leben          | 18 ottobre 2008   | 2     | 4:15  | Birmingham, Regno Unito |                       |
| Vittoria   | 9–1 (1)  | Jason Lambert            | KO Tecnico (pugni)                | UFC 85: Bedlam                     | 7 giugno 2008     | 1     | 2:07  | Londra, Regno Unito     |                       |
| Sconfitta  | 8–1 (1)  | James Irvin              | Squalifica (ginocchiata illegale) | UFC 79: Nemesis                    | 29 dicembre 2007  | 1     | 1:51  | Las Vegas, Stati Uniti  | Debutto in UFC        |
| Vittoria   | 8–0 (1)  | James Damien Stelly      | KO (ginocchiata)                  | Art of War 3                       | 1º settembre 2007 | 1     | 2:45  | Dallas, Stati Uniti     |                       |
| Vittoria   | 7–0 (1)  | Wagner Ribeiro           | Sottomissione (soccer kick)       | Minotauro Fights 5                 | 9 dicembre 2006   | 1     | 2:53  | San Paolo, Brasile      |                       |
| Vittoria   | 6–0 (1)  | Joao Assis               | KO Tecnico (pugni)                | Fury FC 2: Final Combat            | 30 novembre 2006  | 1     | 3:41  | San Paolo, Brasile      |                       |
| Vittoria   | 5–0 (1)  | Thiago Cardoso           | KO Tecnico                        | Mega Fight 3                       | 21 ottobre 2006   | -     | -     | San Paolo, Brasile      |                       |
| Vittoria   | 4–0 (1)  | Mauricio Menegueti       | KO Tecnico (pugni)                | Coliseu Fight                      | 16 settembre 2006 | 1     | 2:20  | San Paolo, Brasile      |                       |
| Vittoria   | 3–0 (1)  | Gilson Ricardo           | KO Tecnico (pugni)                | Predador FC 2                      | 11 agosto 2006    | 1     | 2:25  | San Paolo, Brasile      |                       |
| Vittoria   | 2–0 (1)  | Maurice Igor             | KO Tecnico                        | Coliseu Fight                      | 22 luglio 2006    | -     | -     | San Paolo, Brasile      |                       |
| Vittoria   | 1–0 (1)  | Andre Gustavo            | KO Tecnico (stop dall'angolo)     | Estancia Fight 2                   | 28 maggio 2006    | 1     | -     | San Paolo, Brasile      |                       |
| No Contest | 0–0 (1)  | Marcelo Alfaya           | No Contest (calcio all'inguine)   | Campeonato Brasileiro de Vale-Tudo | 5 novembre 2005   | 1     | 3:01  | San Paolo, Brasile      |                       |

## Personale
Luiz inizialmente ha avuto un brutto rapporto con le stelle e connazionali Thiago Silva e Wanderlei Silva, rapporto che ora sembra recuperato per la vicenda dovuta a Lyoto Machida che durante il match contro Silva vide protagonista Luiz nel soccorso di quest'ultimo.